# Tuniški zaliv
Tuniški zaliv (arabsko خليج تونس - Bahr al-Tunis) je pomemben zaliv Sredozemskega morja v severovzhodni Tuniziji. Tunizijsko glavno mesto Tunis leži na jugozahodu obale zaliva, južno od Kap Karthago. Severovzhodno od Tunisa ležijo ruševine Kartagine, danes del glavnega mesta. Zaliv je na severozahodu z rtom Kap Farina (Ras et Tarf) ločen z južno, spodaj ležečo, veliko laguno Garh el Melh. Na severovzhodu je ograjen z rtom Kap Bon (Rass Eddar) proti Sredozemlju.